# 巴德里亞尼

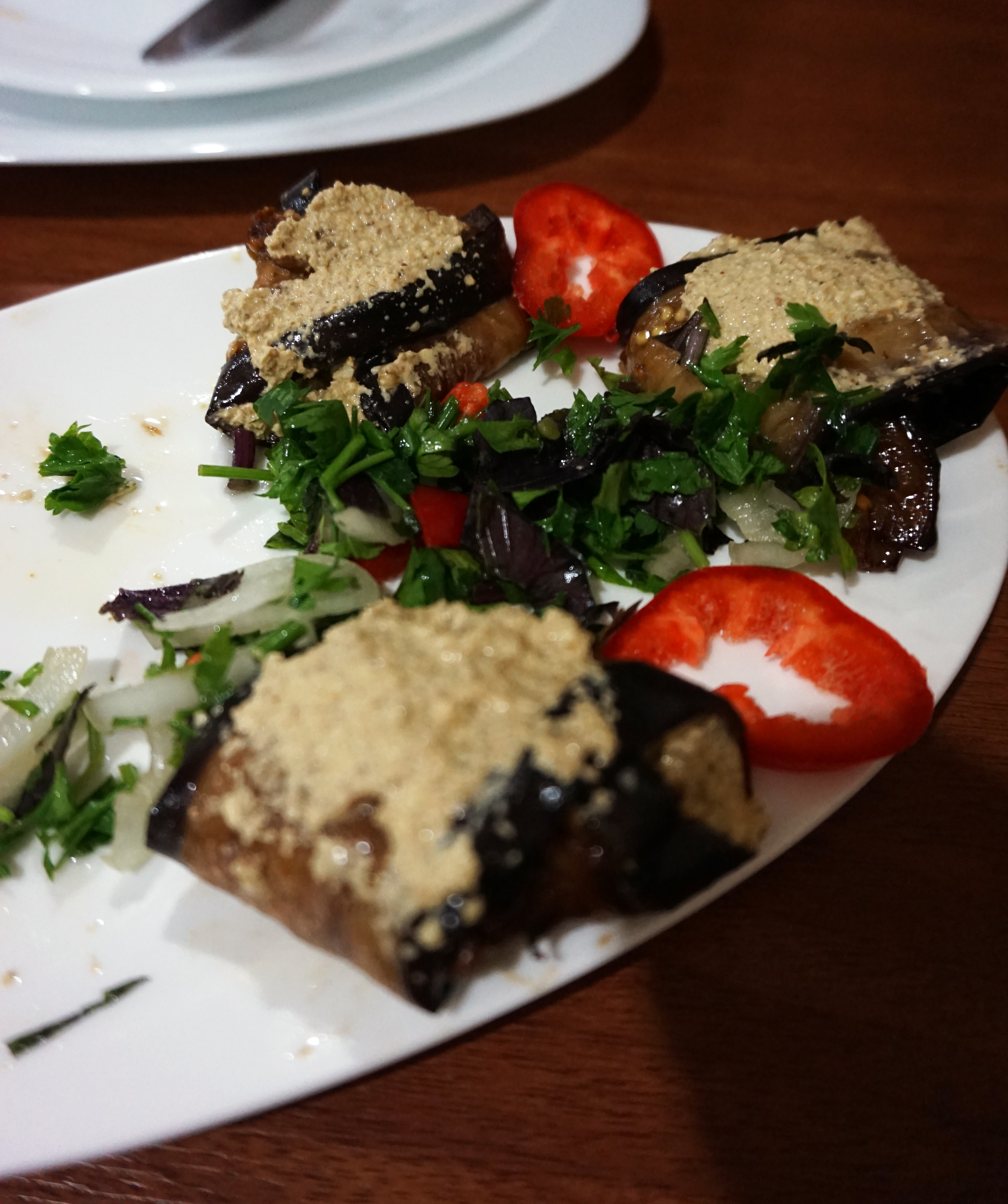
巴德里亞尼

巴德里亞尼是一種喬治亞菜餚。其做法是將炒好的茄子內加入經過調味的核桃糊。通常還會在巴德巴里亞尼上撒上石榴子。

## 準備
將醃製好的茄子縱向切片，擠壓去除苦汁，靜置。然後用油炸並冷藏。餡料是將核桃、大蒜、香菜、辣椒、鹽、葫蘆巴和醋與水在食物處理機中混合製成泥狀，然後調味。炸好的茄子和餡料分開冷藏，並在食用前幾個小時組裝。組裝時，在每片茄子上放一層餡料，然後將其緊緊捲起。Badrijani可以配上紅洋蔥、香菜或石榴籽食用。